# Stefanie Scott
Stefanie Noelle Scott (Chicago, 6 de dezembro de 1996) é uma atriz e cantora norte-americana, mais conhecida por seus papéis como Lexi Reed, na série do Disney Channel Programa de Talentos, Dana Tressler no filme Flipped no qual ganhou um Young Artist Award em 2011 e em Insidious: Chapter 3 onde protagonizou como Quinn Brenner.

## Início de vida
Stefanie Scott nasceu em Chicago, Illinois. Ela tem dois irmãos mais velhos, Troy Scott e Trent Scott. Atualmente Stefanie vive no estado da Califórnia.

## Carreira
Sua primeira aparição nas telonas foi em 2008 interpretando Katie no filme Beethoven's Big Break. Em 2010 atuou no longa dirigido por Rob Reiner, O Primeiro Amor interpretando a jovem Dana Tressler. No ano seguinte, 2011, completou o elenco da comédia romântica No Strings Attached (Sexo Sem Compromisso), onde ela interpreta uma versão jovem do personagem principal feita pela atriz Natalie Portman.
Em 17 de outubro de 2007 criou um canal no YouTube para publicar covers e músicas originais como "Girl I Used To Know" e "I Don't Wanna Let You Go". Sua última públicação no canal foi em 2015.
Scott foi a voz de Emma na série de TV e animação do Disney Channel, Agente Especial Oso que estreou em abril de 2009.
Stefanie Scott estrelou o seriado de TV do Disney Channel, Programa de Talentos, como uma das personagens principais, Lexi Reed. O último episódio do programa foi exibido em 2014 após três temporadas.
Scott foi uma atriz convidada em Law & Order: Special Victims Unit, nos episódios "Breakdown Jersey ", e "Gambler's Fallacy" como Clare Wilson.
Stefanie também co-estrelou o seriado Jessie, como Maybelle no episódio "Hoedown Showdown" da terceira temporada.
Em 2015 estrelou no videoclipe de Hayley Kiyoko Girls Like Girls como Cooley, no mesmo ano participou do prequel Insidious: Chapter 3 no qual estrelou como Quinn Brenner. Continuando em 2015 Stefanie também co-estrelou o Live-action inspirado no desenho animado de grande sucesso dos anos 80 Jem and the Holograms como Kimber Benton irmã mais nova de Jerrica Benton/Jem, interpretada por Aubrey Peeples.
Em abril de 2015 foi anunciado que Stefanie Scott havia entrado para o elenco do filme I.T. (Invasão de Privacidade), como Kaitlyn Regan, o longa ainda conta com Pierce Brosnan e Anna Friel. As gravações do filme começaram em junho/julho e praticamente todo filmado em Dublin na Irlanda. O thriller estreiou em 23 de setembro de 2016.
Em março de 2017, o filme Small Town Crime, onde contracena com John Hawkes e Octavia Spencer, estreou no festival SXSW, o evento ocorreu no Texas e contou com a presença da atriz. Ainda nesse ano, Stefanie completa o elenco do filme Beautiful Boy interpretando Julia. O longa tem roteiro de Luke Davies que foi indicado ao Óscar pelo filme Lion. Além de contar com atores de renome como Steve Carell. O filme não tem data de estreia definida, sabe-se apenas que será em 2018.
Foi cotada também para o elenco principal do filme Mary rodado no Alabama. O longa é um suspense/horror que conta com atuações de Gary Oldman e Emily Mortimer nos papéis principais.

## Vida pessoal
Stefanie morava em Indialantic, Flórida e foi aluna do Holy Trinity Episcopal Academy antes de ser educada em casa em 2010.
Stefanie Scott sabe tocar violão, além de ser vegana. Uma de suas cidades favorita é Nova Iorque tanto que no ano de 2016 esteve na cidade com amigas durante alguns meses. Ela ama os animais e sempre está incentivado seus seguidores a protege-los e preservar seu habitat natural.

## Filmografia
| Ano  | Titulo                 | Personagem    | Notas                                                   |
| ---- | ---------------------- | ------------- | ------------------------------------------------------- |
| 2008 | Beethoven's Big Break  | Katie         | Direct-to-video                                         |
| 2010 | Flipped                | Dana Tressler |                                                         |
| 2011 | Sexo sem Compromisso   | Emma          |                                                         |
| 2012 | Fenemies               | Julianne      | Disney Channel Filme Original                           |
| 2012 | Wreck-It Ralph         | Garotinha     | Voz                                                     |
| 2015 | Caught                 | Allie         | Mar Vista Entertainment                                 |
| 2015 | Sobrenatural: A Origem | Quinn Brenner |                                                         |
| 2015 | Jem and the Holograms  | Kimber Benton |                                                         |
| 2016 | Invasão de Privacidade | Kaitlyn Regan |                                                         |
| 2017 | Small Town Crime       | Ivy           |                                                         |
| 2017 | 1 Mile to You          | Ellie         | Baseado na obra Life at These Speeds de Jeremy Jackson. |
| 2018 | Beautiful Boy          | Julia         | Baseado na obra literária de David Sheff.               |
| 2018 | Mary                   |               |                                                         |

| Ano       | Titulo                              | Personagem               | Notas                                                                                            |
| --------- | ----------------------------------- | ------------------------ | ------------------------------------------------------------------------------------------------ |
| 2008      | Chuck                               | Sarah                    | "Chuck Versus the DeLorean" (2° Temporada, Episódio 10)                                          |
| 2009      | Agente Especial Oso                 | Briana/Emma              | Voz; "Goldfeather/Live and Let Ride" (1° Temporada, Episódio 20)                                 |
| 2009      | The New Adventures of Old Christine | Britney Burke            | "The Curious Case of Britney B" (5° Temporada, Episódio 6)                                       |
| 2010      | Funny in Farsi                      | Deborah "Debbie" Appleby | "Pilot" (1° Temporada, Episódio 1)                                                               |
| 2010      | Sons of Tucson                      | Molly                    | "Kisses and Beads" (1° Temporada, Episódio 10)                                                   |
| 2011–2014 | A.N.T. Farm                         | Lexi Reed                | Disney Channel Original Series                                                                   |
| 2014      | Law & Order: Special Victims Unit   | Clare Wilson             | "Jersey Breakdown" (15° Temporada, Episódio 12) "Gambler's Fallacy" (15° Temporada, Episódio 17) |
| 2014      | Jessie                              | Maybelle                 | "Hoedown Showdown" (3° Temporada, Episódio 9)                                                    |

## Prêmios e indicações
| Ano  | Prêmio                 | Categoria                          | Resultado |
| 2011 | Young Artist Awards    | Best Performance in a Feature Film | Venceu    |
| 2012 | Young Artist Awards    | Best Performance in a Feature Film | Indicado  |
| 2012 | Young Artist Awards    | Best Performance in a TV Series    | Venceu    |
| 2015 | People's Choice Awards | Favorite Thriller Movie            | Indicado  |
| 2015 | Saturn Awards          | Best Horror Film Release           | Indicado  |